# 下呂市立中原小学校
下呂市立中原小学校（げろしりつ なかはらしょうがっこう）は、かつて岐阜県下呂市にあった市立の小学校。飛騨川の左岸に隣接する。

## 概要
- 和佐・焼石・火打・門原・瀬戸・三ツ渕・久野川[注釈 1]が校区である。
- 1969年に、和佐小学校、中山小学校、中山小学校久野川分校[注釈 2]を統合し、新たに開校した小学校である。
- 地域の少子化などもあり、2023年（令和5年）3月に下呂小学校に統合され廃校[1]。

## 沿革
- 1969年（昭和44年）4月 - 下呂町立中原小学校として開校。校舎は、旧・中原中学校の校舎（木造2階建）[注釈 3]を使用。
- 1971年（昭和46年） - プールが完成。
- 1981年（昭和56年） - 現在地への移転が決定する。
- 1984年（昭和59年） - 現在地に新校舎（鉄筋コンクリート造3階建）が完成し、移転。
- 1985年（昭和60年） - 現在の屋内運動場が完成。
- 1986年（昭和61年） - 現在のプールが完成。
- 2004年（平成16年）3月1日 - 下呂町、萩原町、小坂町、金山町、馬瀬村が合併し下呂市が発足。同時に下呂市立中原小学校に改称する。
- 2023年（令和5年）
  - 3月25日 - 閉校式を行う[2]。
  - 3月31日 - 廃校。